# Hassan Massoudy

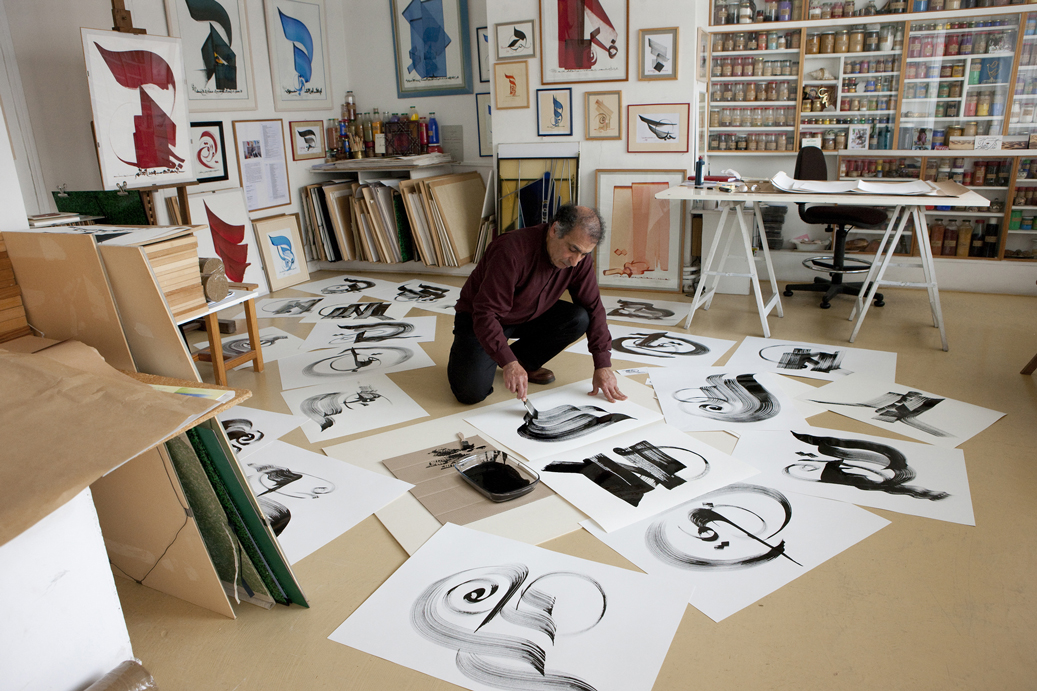
Massoudy dans son atelier

Hassan Massoudy (en arabe : حسن المسعود, Ḥasan al-Masʿūd) est un peintre et calligraphe irakien né en 1944 à Nadjaf. Formé à la calligraphie arabe traditionnelle et membre du mouvement Hurufiyya, il est l'auteur d'une calligraphie moderne. Il a influencé une génération d'artistes calligraffiti.

## Biographie
Hassan Massoudy est né en 1944 dans une société traditionnelle marquée par la rigueur de la religion. Très jeune, il investit sa passion de l'art dans le dessin et la calligraphie arabe. En 1961, il part pour Bagdad comme apprenti chez différents calligraphes. Mais, il est pris dans les combats politiques qui divisent son pays et conduiront au coup d'état baasiste. Il subit de multiples séjours en prison. Il quitte l'Irak pour la France en 1969,. 
Il entre à l'École des beaux-arts de Paris. Il fait de la peinture figurative mais n'abandonne pas la calligraphie. Elle lui permet à l'époque de financer ses études en réalisant des titres pour des revues arabes. Et la calligraphie va s'infiltrer de plus en plus dans ses œuvres figuratives. 
En 1972, il crée le spectacle Arabesque  avec le comédien Guy Jacquet, rejoint quelques années plus tard par le musicien Fawzi Al Aïedy. Avec ce spectacle, mêlant musique, poésie et calligraphie (projetée sur grand écran), ils vont sillonner l'Europe. Cette expérience, qui va durer 13 ans, marque un tournant dans son travail. Le tracé de sa calligraphie devient plus rapide et son geste plus ample. Pour mieux exprimer ses émotions, il rompt avec une calligraphie arabe traditionnellement en noir et blanc, et introduit la couleur.
Parallèlement à ses créations picturales, seul, il continue à réaliser des performances artistiques en public, notamment les spectacles intitulés Calligraphie d'ombre et de lumière.  
Michel Tournier s'inspire de Massoudy pour le personnage du calligraphe dans son roman La Goutte d'Or (1985). Il collabore avec le couturier Azzedine Alaïa pour sa collection Automne/Hiver 1986/1987. En 1995, il participe au décor du ballet Selim, monté sur mesure par le chorégraphe Michel Kalemenis, pour le danseur étoile de l'Opéra de Paris Kader Belarbi, avec les chants de Houria Aïchi,. 
En 2005, il s'associe avec la danseuse et chorégraphe Carolyn Carlson et le musicien et joueur de nay Kudsi Erguner. De cette association nait le spectacle Métaphore mélangeant danse, musique et calligraphie. Ils y sont accompagnés d'une troupe de danseurs et de musiciens. Le spectacle est interprété au festival d'Istanbul en juin 2005, puis en 2006 en France à Dijon, Perpignan, Roubaix, Châlons-en-Champagne, et en Italie, à Rome au Teatro Valle.
Il collabore avec le designer Philippe Starck pour le mobilier et la vaisselle du restaurant Idam du Museum of Islamic Art (MIA) à Doha, Qatar.
Massoudy a eu une influence importante et fut une source d'inspiration pour toute une génération d'artistes du calligraffiti, tels que Vincent Abadie Hafez dit Zepha, dont il a commenté l’œuvre, ainsi que El Seed qui souligne : « Le travail de Hassan Massoudy était totalement différent de tout ce que j'ai vu par sa manière de façonner les lettres et par les couleurs qu'il utilisait, il a complètement révolutionné l'art de la calligraphie ».
Impressionné par « la dimension internationale du violoniste Jasser Haj Youssef, tout en restant enraciné dans sa culture orientale », Hassan Massoudy signe la calligraphie du premier album Sira de ce jeune musicien. L'album figure au programme du baccalauréat en France.
À la suite des attentats du 13 novembre 2015 en France, il participe à l'élaboration du mouvement #neoresistance, lutte contre l'obscurantisme par l'humanisme, invitant « à amener la néorésistance dans l'école, les centres culturels, les MJC ».

## Ses œuvres
Hassan Massoudy perpétue les courbes savantes et les mystères de l'écriture arabe traditionnelle tout en rompant avec elle. Il a épuré le trait, fusionnant tradition et modernité pour tendre vers une simplicité de la ligne. « Considéré par Michel Tournier comme le plus grand calligraphe vivant, Hassan Massoudy est un artisan au service d'une véritable sagesse, une mystique. La beauté des lettres tracées surgit de la gratuité des formes et non d'une quelconque symbolique ». Il a gardé effectivement de sa formation initiale de calligraphe, dans son pays natal, l'esprit  de l'artisan travaillant à l'aide d'un roseau soigneusement taillé et préparant lui-même ses encres à partir de pigments. Ses oeuvres font partie de collections publiques dans de nombreux musées, comme le British Museum de Londres, le Pergamon Museum de Berlin, le Jordan National Gallery of Fine Arts de Amman en Jordanie, le National Museum of Ethnology de Osaka au Japon, le Musée du Quai Branly à Paris, le Musée Champollion des Ecritures du Monde à Figeac.
Il expose régulièrement ses calligraphies, et a écrit ou illustré plus d'une vingtaine de livres, sans compter les ouvrages en collaboration avec d'autres artistes. Il est intervenu le 12 mars 2012 à l'université populaire du Quai Branly dans le cadre du cycle de conférences « Grands témoins ».

## Œuvres
Écrits et illustrations.
- Hassan Massoudy calligraphe, Flammarion, 1986.
- Calligraphie pour Débutants, EDIFRA, 2000.
- Désir d'envol, une vie en calligraphie, Albin Michel, 2008.
- L'ABCdaire de la calligraphie arabe, Flammarion, 2002.
- Calligraphies d'amour, Albin Michel, 2002.
- Si loin de l'Euphrate, Albin Michel, 2004.
- Sinbad le marin, trois voyages, Éditions Alternatives, édition bilingue en français et en arabe, 2006.
- Calligraphie arabe vivante, Flammarion, 2010.
- Gestures of Light, ADMAF and October Gallery, 2012.
- The Calligrapher's Garden, Saqi Books, 2012.
- Calligraphies of Love, Saqi Books, 2017.
- Calligraphies of the Desert, Saqi Books, 2020

Illustrations.
- Récit de l'exil occidental, texte de Sohrawardi, Traduction et commentaire d'Abdelwahab Meddeb, Éditions Fata Morgana, 1993.
- L'exil, extraits de « Consolation à Helvia, ma mère », textes de Sénèque, Éditions Alternatives, 1995.
- Calligraphie de terre, Éditions Alternatives, 1997.
- Le vin, le vent, la vie, choix de poèmes, poèmes de Aboû Nouwâs, Actes Sud, 1998.
- La guerre sainte suprême de l'islam arabe, illustrations de l'ouvrage de Louis Massignon, Éditions Fata Morgana, 1998.
- Le voyage des oiseaux, Éditions Alternatives,illustrations de poèmes de Farid Al-Din Attar, 1999.
- Les quatrains de Rûmi, illustrations d'écrits de Djalâl ad-Dîn Rûmî, Albin Michel, 2000.
- Calligraphie du désert, illustrations de textes sur le désert, Éditions Alternatives, 2000.
- L'harmonie parfaite d'Ibn ´Arabî, texte d'Ibn Arabî, Albin Michel, 2001.
- Écrire la paix, une calligraphie arabe de la paix, Éditions Le Pouce et l'Index, 2002.
- Calligraphie pour l'homme, Éditions Alternatives, 2003.
- L'épopée de Gilgamesh, Éditions Alternatives, 2004.
- Antara, le poète du désert, 525-615, préface d'André Miquel, Éditions Alternatives, 2009.

Ouvrages en collaboration.
- Marie Françoise Sassier, Je ne sais qu'aimer, entretien, Conseil Général d'Indre et Loire, 2010.
- Jean-Pierre Sicre, Hassan Massoudy, le chemin d'un calligraphe, Éditions Phébus, 1991
- Michel Tournier, préface de Hassan Massoudy : Calligraphe, Flammarion, 1986
- Salah Stétié, Un suspens de cristal, illustrations de Hassan Massoudy, Éditions Fata Morgana, 1995.
- Pietro Citati, traduction en français, illustrations de Hassan Massoudy, La voix de Schéhérazade, Éditions Fata Morgana, 1996.
- Pascale Brière, Christian Lamblin, illustrations de Hassan Massoudy, Jouer à écrire en arabe : graphisme, concentration, réflexion, Éditions Retz, 1996.
- Andrée Chedid et Hassan Massoudy, Le Jardin perdu, Éditions Alternatives, 1997  (ISBN 2862271160).
- Jacques Salomé et Hassan Massoudy, Toi, mon infinitude, Albin Michel, 1998, nouvelle édition en 2004.
- Khalil Gibran et Hassan Massoudy, Le passant d'orphalese, Éditions Alternatives, 2001.

### Sources sur le web
- « Hassan Massoudy, Calligraphe irakien », sur Europe Turkmen Friendships.
- (en) « Hassan Massoudy », sur October Gallery.
- "Hassan Massoudy" sur Galerie Yolenn White